# Kogl (Gemeinde Wies)
Kogl ist eine Ortschaft in der Gemeinde Wies im Bezirk Deutschlandsberg, Steiermark.

## Geografie
Die Ortschaft westlich von Wies befindet sich über dem Tal der Weißen Sulm, in das sie fast hinabreicht. Am 1. Jänner 2024 zählte die Ortschaft 223 Einwohner. Die Katastralgemeinde umfasst eine Fläche von 1,64 km². Begrenzt wird die Katastralgemeinde durch den Meßnitzbach im Norden und die Weiße Sulm im Süden. Im Westen entwässert der Weidenbach das Gebiet und der Ort Weidenbach ist auch der einzige weitere Ortsteil der Ortschaft Kogl.

### Nachbarorte
|             |         | Oberkraß    |
| Wielfresen  | Kompass | Vordersdorf |
| Wernersdorf |         | Wolfgruben  |

## Geschichte
Kogl wurde 1406 das erste Mal urkundlich erwähnt.

## Persönlichkeiten
- Klaus Turek (* 1937), Abgeordneter zum Landtag und stellvertretender Bürgermeister von Graz